# NR-40

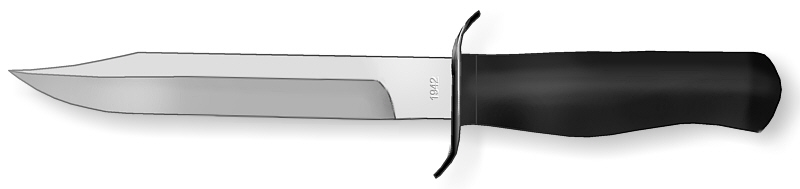
NR-40ナイフ

NR-40は、第二次世界大戦中の1940年にソビエト連邦で開発された戦闘用ナイフである。ロシア語では1940年型軍用ナイフ（ロシア語: Нож армейский образца 1940 года, Nozh armeyskiy obraztsa 1940 goda）や偵察隊ナイフ（ロシア語: нож разведчика, Nozh razvedchika）と呼ばれる。NR-40はクリップポイント型のナイフで、刃渡りは152mmである。チョイル部は大型で、握りは黒染めの木製である。鍔はS字型だが一般的なものとは逆方向になっている。これは例えば背後から敵を襲撃する際など、切っ先を自分に向けて構える場合を想定したものである。

## 歴史

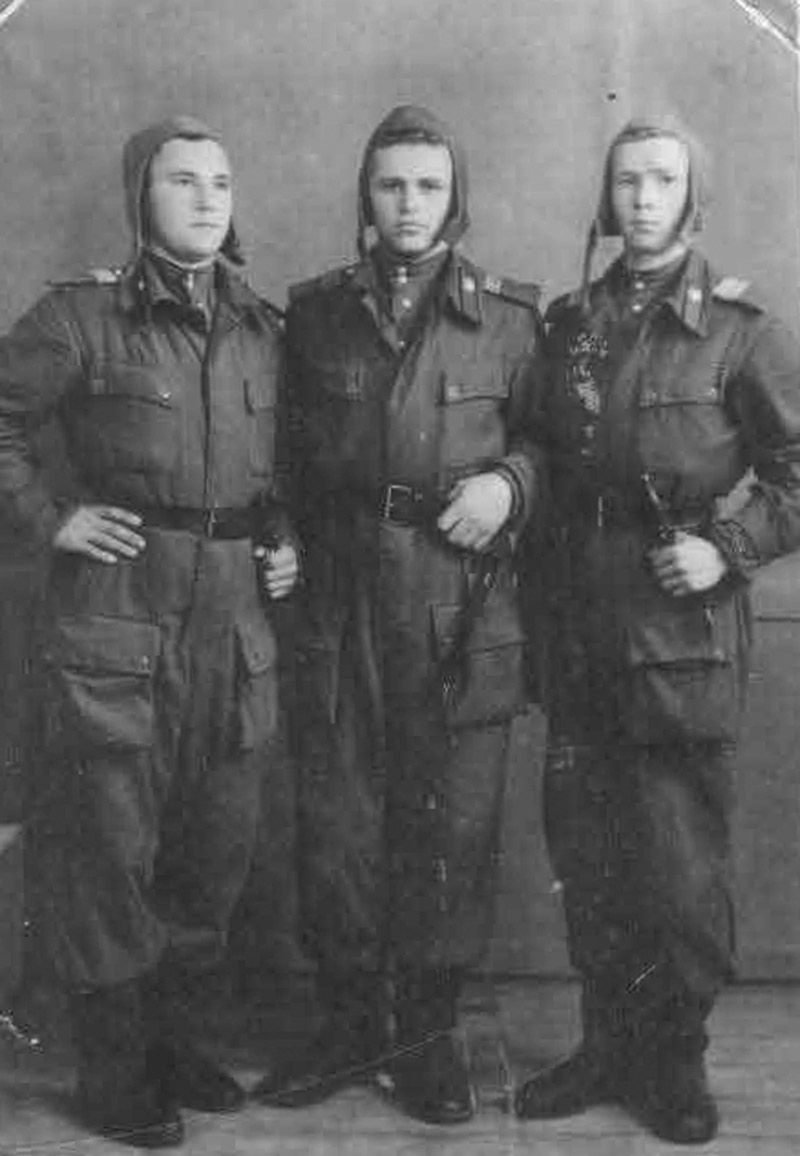
「黒いナイフ」師団の戦車兵。全員がNR-40を携行している。

20世紀初頭、ロシア帝国の大都市圏においてフィンランド製のプッコ・ナイフを用いた犯罪が多発した。その後、刃渡りを長くしてクリップポイントを設け大型の鍔を取り付けるなど、プッコをより戦闘向けのデザインに改良したものがロシア国内で開発される。こうしたナイフは一般的なプッコとはかけ離れたものだが、ロシア語では区別されずフィンランド式ナイフ（Финский нож）やフィンカ（финка）と呼ばれた。フィンカは20世紀前半を通じて犯罪組織によって使用され続け、1930年代にはソ連邦政府当局によって所持が禁止された。
冬戦争の最中、赤軍では様々な問題に加えて装備の不足が露呈したが、使い勝手の良い戦闘用ナイフも不足していた品の1つだった。そして1940年、大量生産向けの改良を加えたフィンカをNR-40として採用したのである。

## 「黒いナイフ」師団
NR-40は主にズラトウーストのZiK (ЗиК)という工場で生産された。1943年に第10ウラル義勇戦車隊が結成された時、士官および下士官兵の全員に「黒いナイフ」と通称される特別のNR-40が支給された。この部隊は後にドイツ側から「黒いナイフ」装甲師団（Schwarzmesser Panzer-Division）と通称されるようになった。また、非公式の部隊歌でも「黒いナイフの師団」（Дивизия черных ножей）という語が用いられている。

## 第二次世界大戦後
現在では軍用装備としては支給されていないものの、いくつかの派生型を含めて民間用ナイフとしての製造が続けられている。これらは法的な規制に従い、オリジナルのNR-40よりも刃を薄くしたり、鍔を除去するなどしている。